# DeVon Bean
DeVon Bean, född 13 september 1975, är en friidrottare från Bermuda. Han deltog vid olympiska sommarspelen 1996.